# XBIZ Award for Best Actor - Feature Movie
L'XBIZ Award for Best Actor - Feature Movie è un premio pornografico assegnato all'attore votato come migliore in una scena caratteristica dalla XBIZ, l'ente che assegna gli XBIZ Awards, uno dei maggiori premi del settore.
Come per gli altri premi, viene assegnato nel corso di una cerimonia che si svolge a Los Angeles, solitamente nel mese di gennaio, solo tra il 2013 e il 2020.

## Vincitori

### Anni 2010
| Anno | Vincitori        | Titolo                           |
| ---- | ---------------- | -------------------------------- |
| 2013 | Steven St. Croix | Torn                             |
| 2014 | James Deen       | The New Behind The Green Door    |
| 2015 | Steven St. Croix | Wetwork                          |
| 2016 | Steven St. Croix | Wanted                           |
| 2017 | Xander Corvus    | The Preacher's Daughter          |
| 2018 | Charles Dera     | Half His Age: A Teenager Tragedy |
| 2019 | Tommy Pistol     | Anne: A Taboo Parody             |

### Anni 2020
| Anno | Vincitori   | Titolo      |
| ---- | ----------- | ----------- |
| 2020 | Seth Gamble | Perspective |